# Zathura (jeu vidéo)
Zathura est un jeu vidéo d'action et de plates-formes, développé par High Voltage Software et édité par 2K Games, sorti en Europe en 2006 sur PlayStation 2 et Xbox. C'est l'adaptation du film Zathura : Une aventure spatiale, sorti en 2005 et réalisé par Jon Favreau.
Une version Game Boy Advance est parfois évoquée durant le développement du jeu, mais ne sort jamais,.